# Calling
Calling är Dead by Aprils åttonde singel, den andra ifrån deras andra studioalbum. Singeln innehåller tre stycken låtar. "Calling" som kommer att finnas på det andra studioalbumet, en radioversion av låten med endast rena vokaler, samt en remix av låten "Within My Heart". Singeln släpptes den 5 september 2011.
Digital singel
| Nr | Titel                                  | Kompositör                                      | Längd |
| -- | -------------------------------------- | ----------------------------------------------- | ----- |
| 1. | Calling                                | Pontus Hjelm/Jimmie Strimell                    | 3:37  |
| 2. | Calling (Radio Edit)                   | Pontus Hjelm/Jimmie Strimell                    | 3:34  |
| 3. | Within My Heart (Video Violence Remix) | Pontus Hjelm/Jimmie Strimell ft. Video Violence | 3:21  |

## Banduppsättning
Dead By April
- Jimmie Strimell - Sång
- Zandro Santiago - Sång
- Marcus Wesslén - Elbas
- Alexander Svenningson - Trummor

Extra musiker
- Pontus Hjelm - Gitarr, keyboard